# Чатал-Хююк
Чатал-Гуюк, Чатал-Хююк, Чаталхёюк (тур. Çatalhöyük [tʃaˈtal.højyk], буквально «Вилка-курган») — большое поселение эпохи керамического неолита и энеолита в провинции Конья (южная Анатолия). Является крупнейшим и наиболее хорошо сохранившимся обнаруженным неолитическим поселением. Самые ранние найденные культурные слои относятся к 7400 г. до н. э. Поселение существовало до 5600 г. до н. э. и было расположено в 140 км от двуглавой вершины вулкана Хасандаг. Восточная его часть образует холм, возвышающийся над равниной на 20 м. К западу от поселения существовало ещё одно меньших размеров, а в нескольких сотнях метров к востоку от него было обнаружено селение византийской эпох.
Чатал-Гуюк состоит из двух отдельных курганов: Восточного Кургана, датируемого примерно 7100—5900 гг. до н. э., и Западного Кургана, датируемого примерно 6000—5600 годами до н. э. (калиброванные даты).

## География
Чатал-Гуюк («вилообразный холм») расположен в Гамирке, в 3 км к югу от современного села Кючюккёй и примерно в 40 км к юго-востоку от города Конья. Ближайшим крупным городом с железнодорожным сообщением является Чумра (в 17 км к югу от поселения). Холм искусственного происхождения, создавался в течение тысячи лет путём постройки новых строений поверх старых. Поселение отчётливо выделяется среди окружающей его Иконийской равнины, оно состоит из двух холмов: восточного, самого старого и крупного, и западного (Кучук-Хююл — «маленький холм»), являющегося поселением медного века. Археологи считают, что население поселения составляло от 3 до 10 тысяч человек, а число домов доходило до 2 тысяч.
Плато Конья в Гамирке является дном высохшего озера эпохи плейстоцена, находится на высоте чуть более 1 тыс. м над уровнем моря. Реки, которые в древности впадали в озеро, образовывали веерообразные дельты. На крупнейшей из дельт, на берегу реки Чаршамба, и располагался Чатал-Хююк. Чаршамба изначально протекала между двумя холмами и в условиях засушливого климата обеспечивала пресной водой жителей поселения.

## Археология
Чатал-Хююк использовался местными жителями как место для выпаса скота, с которым были связаны определённые суеверия. 10 ноября 1958 года три исследователя от Британского института археологии в Анкаре Дэвид Френч, Алан Холл и Джеймс Мелларт приметили холм в ходе поисков ранних поселений на плато Конья. В тот же день были обнаружены три находки керамики и обсидиана, стало ясно, что холм является огромной находкой эпохи неолита. Мелларт до 1961 года был занят на раскопках Хаджилара. Вернувшись с женой, работавшей фотографом, и турецкой группой, они начали крупные раскопки, которые продолжались до 1965 года. Под руководством Джеймса Мелларта в Чатал-Хююке работал датский палеоботаник Ганс Хелбаек из Национального музея Дании.
Хелбаек обнаружил большое количество домашней пшеницы (однозернянки и двузернянки), ячменя и гороха. Находки окалины и шлака позволили предположить, что жители Чатал-Хююка одними из первых в мире научились выплавлять из руды медь. Повторное исследование артефактов показало, что один из таких артефактов — кучка частично обожжённого, содержащего медь минерала зелёного цвета — попал в огонь случайно, возможно, при кремации раскрашенных зелёным пигментом останков людей. Изотопный анализ не показал сходства медных предметов из Чатал-Хююка и с образцом частично обожжённого зелёного минерала.
Место оказалось уникальным и стало одним из самых известных в мире. Мелларт приехал на раскопки на фоне скандала с Дораком. Турецкие власти подозревали археолога в краже и вывозе находок. Мелларт же утверждал, что молодая женщина попросила его оценить некоторый «антиквариат», который по всей видимости был найден в четырёх могилах села Дорак на севере Турции. Мелларт зарисовал некоторые находки. Впоследствии зарисовки были опубликованы в The Illustrated London News в 1959 году, что и привлекло внимание турецких властей, которые сочли, что археолог украл находки. Однако поиск молодой женщины и украденных находок не дал результатов, в 1965 году департамент древностей Турции аннулировал Мелларту разрешение на раскопки.
В 1993 году исследования возобновились новой группой археологов под руководством Иэна Ходдера и продолжаются в настоящее время каждое лето. В новых раскопках используются микроморфологический анализ, когда археологи используют микроскопы, чтобы получить наиболее полную информацию. Группа Ходдера подходит к раскопкам весьма тщательно, и в то время когда группа Мелларта раскопала более 200 зданий за 4 года, нынешняя группа раскапывала в первые несколько лет только одно или два здания каждый год. В сезоне 2006 года в международных и междисциплинарных раскопках приняли участие 230 человек, что стало одним из крупнейших в мире подобного рода мероприятий. Для финансирования археологических раскопок Иэн Ходдер пользуется услугами компаний-спонсоров (Boeing, Fiat, British Airways, Shell), также в археологических экспедициях участвует местное население.

### Датировка и размер
Различные источники говорят о разных датировках поселения. Слои, исследованные Меллартом, датировались им примерно от 6250 г. до н. э. до 5400 г. до н. э. Иэн Ходдер указывает, что поселение существовало в течение 1400 лет (между 7000 г. до н. э. и 6000 г. до н. э.), по исследованиям 18 археологических слоёв. По последним данным, датировка указывается от 7400 г. до н. э. до 5600 г. до н. э.
Размеры Чатал-Хююка в разных источниках варьируются от 32 акров (12,96 га) и 13,5 га до 20 га. Это говорит о том, что Чатал-Хююк представляет собой огромных размеров поселение, где раскопано и исследовано только 5 % всей территории.

## Постройки и артефакты
Холм Чатал-Хююк создавался жителями на протяжении веков путём постройки новых домов поверх рассыпавшихся старых, что в настоящее время составляет 17 м археологического слоя. Дома стояли настолько близко, что между ними не было проходов. Также у домов не было дверных проёмов, вход в большинстве случаев был устроен с крыши, куда были проложены лестницы как внутри, так и снаружи домов, поэтому «городское движение», по-видимому, проходило по крышам зданий. Вход был также единственным вентиляционным отверстием как для поступления свежего воздуха, так и для отвода дыма от открытых очагов, не имевших труб. Подобные современные посёлки, которые выглядят как Чатал-Хююк, — это пуэбло североамериканских индейцев и поселения догонов в Мали в Западной Африке.
Между домами были некоторые места открытого пространства. Они выступали как свалки для мусора из кухонь. В них находят животные и растительные отходы, глиняную посуду, статуэтки, бусы. Некоторые находки интерпретируются как человеческие фекалии, а такие места — как туалеты. Фекалии и органические отходы в густонаселённом поселении, должно быть, представляли риск для здоровья населения и создавали огромное зловоние.

### Оформление домов
Дома преимущественно созданы из глины (из сырцового кирпича), за исключением крыши, которая имела несущие деревянные балки. Археологи считают, что срок службы дома был около 70 лет. Каждый год необходимо было добавлять новый слой глины. Крыша и стены были покрыты полированным алебастром. Наряду с печью и отверстием в крыше, представлявшей собой местную кухню и расположенных на южной стороне, в стене, как правило, был небольшой проём, который вёл в небольшую комнату. Такая комната использовалась в качестве склада. Всего дом по площади составлял в среднем 23 м², но варьируется от 11 до 48 м². В то же время стены больших домов были богато украшены росписью. Их предназначение остаётся неясным. Был только один этаж. В главной комнате в дополнение к печи и камину были скамейки, низкие платформы, ёмкости для хранения пищи. Каждая постройка служила домом для от 5 до 10 человек, но нет ни одного дома, который вмещает более 8 кроватей.
Дома также использовались в качестве «кладбища»: во многих из них были обнаружены захоронения. В одном из домов было похоронено 68 человек. Тела усопших хоронили под полом домов, чаще всего, под очагами и другими внутренними возвышениями, вместе с дарами: драгоценными и полудрагоценными камнями, оружием, тканями, деревянными сосудами. Подобная практика наблюдалась до XX века на полинезийском острове Тикопиа. Тела усопших тщательно пеленали и нередко укладывали в плетёные корзины или заворачивали в тростниковые маты. Поскольку скелеты часто расчленены, предполагают, что перед захоронением тела долго выставляли на открытом воздухе, после чего хоронили только кости. Иногда черепа отделяли, вероятно, для использования в некоем ритуале, так как их находят в других местах поселения.
Около трети домов были красочнее, чем остальные, со скульптурами бычьих голов. Эти помещения были интерпретированы Джеймсом Меллартом как «святилища». Группе Мелларта удалось раскопать только небольшой участок в юго-западной части холма, и в связи с множеством «святилищ» в этом районе Мелларт посчитал, что эта часть поселения была жреческой. В «святилище», датированном 6200 до н. э., были найдены четыре человеческих черепа, расположенных за бычьими головами на стенах. Группа Иэна Ходдера раскопала несколько различных мест на восточном холме и также нашла несколько «святилищ». Получалось, что юго-западная часть поселения чисто жреческой не являлась. В связи с этим Мелларт предложил версию, согласно которой дома подразделялись на «обычные» и «святилища». Новый анализ показал, что имелась разделительная линия между двумя видами этих домов. Кроме того, микроморфологический анализ подтвердил, что имела место бытовая деятельность в «святилищах». Таким образом, эти дома исключительно святилищами не являлись.

### Артефакты и украшения
Чатал-Хююк славится своими большими объёмами предметов и украшений. Есть многочисленные настенные росписи. Это одно из первых мест, где встречаются фрески на построенных стенах (настенные росписи в Ласко на естественных стенах). Другое место, где были обнаружены первые фрески — Джаль-аль-Мугхара в Сирии возрастом 9 тыс. лет до н. э.
Некоторые из фресок изображают геометрические узоры, в то время как другие — такие сцены, как охота на зубров или оленей мужчин с эрегированным фаллосом. Есть также изображения ныне вымерших крупных копытных.
Одна из фресок в «святилище» состоит из нескольких рядов фигур, которые можно трактовать как изображение домов. В середине картины рисунок, который истолковывается как двуглавая вершина потухшего вулкана Хасандаг во время извержения, наблюдаемая из Чатал-Хююка. Эту фреску расценивают как первый в истории пример пейзажной живописи или картографии, хотя другие исследователи видят в нём лишь геометрический орнамент.
Другая фреска показывает человека, который работает (или танцует), удерживая изогнутый предмет — возможно, лук. На человеке надета набедренная повязка из леопардовой шкуры. Есть фрески, которые изображают хищных птиц — стервятников. Встречаются рисунки, когда показаны хищники вместе с обезглавленными людьми.
Представлены рельефы с изображением больших кошек (скорее всего леопардов и обычно попарно). Скульптуры бычьих голов были с особенностью, они крепились или на стены, или на низкие платформы, некоторые из этих быков возглавляли целые ряды из голов. Найдено множество женских статуэток из мрамора, коричневого и голубого известняка, кальцита, сланца, базальта, алебастра и глины. Среди самых известных находок выделяется статуэтка из обожжённой глины высотой 16,5 см, изображающая сидящую тучную женщину с оружием, которая отдыхает на двух больших кошках. Эта статуэтка схожа с Венерой Виллендорфской. Двух кошек некоторые учёные считают львами, а другие полагают, что это леопарды. Некоторые учёные предлагают версию, что статуэтка изображает женщину, которая вот-вот родит. Статуэтка с сидящей женщиной самая сложная из найденных фигурок. Среди более простых встречается женская фигурка с отверстием в спине, возможно, в это отверстие засыпалось зерно.
Чатал-Хююк показывает переход между докерамическим неолитом и керамическим неолитом. В старых слоях археологи керамики не находят, однако кувшины начинают появляться в более молодых слоях в промежутке от 7050 г. до н. э. до 6800 г. до н. э. повсеместно. С самого начала они, вероятно, использовались только для хранения, и только потом (около 6500—6400 г. до н. э.) — для приготовления пищи. Самые молодые слои содержали кувшины с простыми геометрическими узорами, а кувшины с Кучук-Хююка имеют более сложные геометрические узоры.
Были обнаружены предметы из обсидиана, некоторые из них ровно и гладко отполированы, что позволило предположить археологам, что они использовались в качестве простых зеркал. Таким образом, Чатал-Хююк был первым «производителем зеркал». Другие найденные обсидиановые куски были обработаны для использования в роли ножей, наконечников стрел и копий.
Также использовался кремень: были найдены два кремнёвых ножа с ручками из резной кости. Это позволяет предположить, что местная община специализировалась в горном деле и активно развивала культуру изготовления изделий из камня. Кроме того, были обнаружены фрагменты тканей, деревянные чашки, бусы из камня, кости и глины, а также корзины и керамзит, которые находят только в старых слоях (применяли для приготовления пищи).

## Сельское хозяйство, охота и рыбалка
В Чатал-Хююке было обнаружено большое количество следов растений, а некоторые археологи убеждены, что одомашненные растения составляли основную часть рациона из растительной пищи. Главным образом выращивалась пшеница двузернянка, а также пшеница однозернянка, горох, боб обыкновенный, горошек чёткообразный, чечевица. Кроме того, были найдены плоды диких растений, такие как миндаль, жёлуди, фисташки. Часть археоботаников считает, что люди из Чатал-Хююка использовали поля, расположенные в 10 км от поселения.
Среди животных наиболее часто находят останки овец, крупного рогатого скота, коз, лошадей и собак. Овцы и козы были одомашненные, в то же время крупный рогатый скот был дикий. Лошади также не были одомашнены, на них также велась охота, как на свиней и оленей. В дополнение к охоте жители ловили рыбу и собирали птичьи яйца.
Декстер Перкинс-младший, эксперт по фауне в экспедиции под руководством Мелларта, изначально пришёл к выводу, что первоначально были одомашнены только крупный рогатый скот и собаки. В таком случае Чатал-Хююк и Анатолия становились самим ранним центром одомашнивания крупного рогатого скота. Перкинс считал даже, что нет никакого дикого рогатого скота в древнейших слоях, а это были приручённые животные. Выводы Перкинса в данный момент пересматриваются специалистами по фауне Луизой Мартин и Нериссой Рассел, которые считают, что крупный рогатый скот в течение всего периода существования поселения был дикий. Последний углеродный анализ показывает, что крупный рогатый скот не являлся основным источником белка для жителей Чатал-Хююка, что противоречит первоначальным предположениям Джеймса Мелларта. Но вопрос этот до сих пор дискуссионный и решение его пока не закреплено.
На черепках (en:sherd) из Западного Кургана, датированных 5900—5800 гг. до н. э. (калиброванная дата), найдены остатки блюд из ячменя, пшеницы, гороха и горошка чёткообразного (Vicia ervilia), кровь и молоко коров, овец и коз. Выявлен эндосперм ячменя (используется для пивоварения). В одном сосуде нашлась только сыворотка молока, а значит, жители Чатал-Хююка изготавливали сыр или йогурт (простоквашу).

## Торговля
Территория вокруг Чатал-Хююка была бедна ресурсами. Рядом добывали только глину, которая использовалась в качестве строительного материала, другое сырьё приносилось издалека. Примером может служить вулканическое стекло, обсидиан, которое встречается в большом количестве в Чатал-Хююке. Археологи полагают, что жители держали под контролем добычу каппадокийского обсидиана и это обстоятельство могло оказывать существенное влияние на экономику поселения. Некоторые учёные даже предполагают, что торговля обсидианом была главным источником доходов для города. Однако каппадокийский обсидиан был найден в Южном Леванте и на берегу Евфрата в местах с датировкой ещё до появления Чатал-Хююка, что даёт понять, что поселения восточнее не могли быть в зависимости от поставок обсидиана из Чатал-Хююка. С помощью энергодисперсионной рентгенофлуоресцентной спектрометрии удалось узнать, что обсидиан в Чатал-Хююк попадал также из двух мест на юге Каппадокии, Гёллу-Даг и Ненци-Даг, что в 190 км к северо-востоку от города. Балки из сосны и можжевельника, использовавшиеся жителями в своих домах, также проделывали долгий путь — они, возможно, были привезены с Таврских гор. Кремень поставлялся из Сирии. Обнаружены раковины моллюсков из Средиземного и Красного моря. Продавали обсидиан жители Чатал-Хююка или нет, однако факт нахождения привезённых предметов позволяет предположить обмен товарами и торговлю на дальние расстояния.

## Общественная жизнь в Чатал-Хююке
О расслоении в обществе Чатал-Хююка раскопки не дают ответа, все дома не сильно отличались по размеру. Кроме того, не был найден ни один дом-мастерская. Также не обнаружены общественные площади и административные здания. Таким образом, очень вероятно, что поселение не имело централизованного управления. Отсутствие мастерских даёт предположение, что Чатал-Хююк не был городом в полном смысле этого слова, а скорее разросшейся деревней.
Ранее археологи считали, что в Чатал-Хююке было матриархальное общество. При современных раскопках учёные хотели определить разницу в образе жизни мужчин и женщин поселения, однако никаких отличий найдено не было. Внутри помещения были покрыты слоем сажи из печи и камина. При вдыхании сажа попадает в лёгкие, таким образом её можно обнаружить на рёбрах погребённых жителей. Был проведён анализ рёбер двух полов, однако он показал, что количество сажи у женщин не отличается от количества сажи у мужчин. Таким образом, женщины не проводили больше времени в помещении, чем мужчины. Изотопный анализ костей не дал результата о разнице в диете двух полов. Помимо этого, расположение могил никак не связано с половой принадлежностью. Женщины и мужчины, по-видимому, имели одинаковый статус в обществе.
В художественных объектах имеются некоторые различия: на фресках в основном изображены мужчины, в то время как на статуэтках — женщины. Иэн Ходдер утверждает, что археологические останки не дают свидетельств в пользу наличия в Чатал-Хююке матриархата или патриархата.
В молодых слоях были найдены глиняные печати. Не совсем ясно, для чего они предназначались, возможно, это отметка собственности на объекты. Если это так, то предположения о наличии частной собственности имеют под собой почву. Хотя дома 
находились близко друг к другу, однако они не имели общих стен. Каждая семья, таким образом, была относительно независима от соседей и ремонтировала свой дом по своему желанию.
В Чатал-Хююке не обнаружено следов войны или насилия. Возможно, это было мирное общество или город представлял собой крепость. В город невозможно было попасть после того, как были убраны лестницы на внешнем ряду домов, так как не было непосредственного входа в город.
Множество скульптур бычьих голов и статуэток тучных женщин заставляло археологов думать, что религиозная жизнь жителей была сосредоточена на поклонении культа быка и культа «Великой Матери». Найденные черепа были покрыты алебастром, моделируя лицо, и раскрашены охрой. Подобные обычаи известны у населения из неолитических поселений Средиземноморья, в том числе из Иерихона и Чайоню (Турция). Всё это может говорить о культе черепа в Чатал-Хююке. Поскольку тела лиц с высоким статусом хоронили отдельно от черепов, исследователи сопоставили количество подобных мужских и женских захоронений и обнаружили, что оно приблизительно одинаково. В связи с этим исследователи 2000-х годов предположили, что община не была ни патриархальной, ни матриархальной, и смысл изображения женских фигур был иным, нежели поклонение Богине-матери.
Младенческая смертность была велика, так как детских могил найдено довольно много. Кости многих детей содержат признаки анемии, которая, вероятно, появлялась из-за недоедания.
Анализ зубов захороненных людей показал, что в могилах одного дома хоронили людей, не связанных биологическим родством.

## Значение
Из-за своего размера, архитектуры, фресок и рельефов Чатал-Хююк часто характеризуется как «археологическая сверхновая». Некоторые учёные ранее считали, что Чатал-Хююк являлся старейшим городом в мире, ранним земледельческим поселением и крупнейшим населённым пунктом своего времени. Однако в настоящее время старейшим городом считается Иерихон, а в Тель Абу-Хурейре на севере Сирии найдены самые старые следы зарождающегося сельского хозяйства. В Центральной Анатолии Чатал-Хююк также не является старейшим центром сельского хозяйства, так, в Ашиклы-Хююке найдены следы культурных растений возрастом 8400 г. до н. э. Однако Мелларт доказал своими раскопками, что Плодородный полумесяц (Левант и Месопотамия) не является единственным центром неолитической революции. Прежде археологи даже не предполагали, что Анатолия могла бы быть плодородной почвой для возникновения сельских общин.
Большинство исследователей убеждены, что сельское хозяйство пришло в Европу из Анатолии. Некоторые из них (как археолог Колин Ренфрю) пошли дальше и заявляют, что индоевропейские языки распространялись совместно с экспансией сельского хозяйства, а индоевропейскую родину следует искать на Анатолийском плоскогорье, то есть в Чатал-Хююке. Данная теория (анатолийская гипотеза) позволяет считать Чатал-Хююк родиной населения, язык которого распространился на большую часть Европы и Азии.
Американский писатель и этноботаник Теренс Маккенна писал: «Заключение о том, что народы Африки с их культурами, уходящими корнями в далёкое прошлое, достигли Ближнего Востока и какое-то время процветали там, вполне логично, и избежать его трудно. Мелларта удивляет то, что Чатал-Хююк не оставил заметного влияния на последующие культуры в этом районе. Он отмечает, что „неолитические культуры Анатолии положили начало земледелию и животноводству, а также культу Богини-Матери — основе нашей цивилизации“». Со всей справедливостью можно добавить: основе, многими пока что ещё отрицаемой".

### Чатал-Хююк как поселение
Пока непонятно, почему люди выбрали именно это место. Одна из теорий предполагает, что человек заселил данную местность в связи с ведением сельского хозяйства, однако находки в поселении Ашиклы-Хююк показывают, что большинство растений и животных не были одомашнены и что посёлок жил охотничье-собирательской культурой. Некоторые археологи полагают, что выбор места был связан не с утилитарными причинами, а с предпочтениями людей.
Также непонятно, почему люди оставили Чатал-Хююк. Некоторые археологи высказывали предположение о том, что шло стремительное сокращение поселений 8 тыс. лет назад из-за разрушения местной окружающей среды в результате чрезмерного использования древесины для строительства домов с известью. Однако данная теория опровергается находками в молодых слоях Чатал-Хююка — там такой метод строительства уже не применялся.

### Богиня-мать
Статуэтки из Чатал-Хююка с тучными женщинами были интерпретированы Джеймсом Меллартом как изображения Богини-матери («Великая мать»). Так как многие находки подобных статуэток на просторах Европы ассоциировались с матриархальным строем, то и Чатал-Хююк стали считать матриархальным. Дальше всех пошла археолог Мария Гимбутас, она выдвинула теорию, что общество Чатал-Хююка было типично неолитическим («Старая Европа»): матристическое (с абсолютной властью женщины в семье), ориентированное на равенство. Такое общество было уничтожено вторжением патриархальных, иерархическо-ориентированных, воинственных людей, которых Гимбутас идентифицировала как представителей индоевропейской курганной культуры.

## Палеогенетика
У двух образцов (Ch51 и Ch54) из погребальной камеры (номер 6000) в пространстве 327 (седьмое тысячелетие до нашей эры) определены митохондриальные гаплогруппы K1b1c и K2a11. Также в Чатал-Хююк были определены митохондриальные гаплогруппы N, K, K1a17, W1c, H, H+73, X2b4, U, U3b, U5b2. На основе митохондриальных геномов выявили отсутствие родства по материнской линии между людьми, похороненными под полами домов в Чатал-Хююке.
У образца 1885 F.84 (6825—6635 лет до н. э.) определили митохондриальную гаплогруппу K1a и Y-хромосомную гаплогруппу G2a2a1, у образца 2033 F.84/86 (6690—6590 лет до н. э.) определили митохондриальную гаплогруппу H2a2a1d и Y-хромосомную гаплогруппу H3a1, у образца 2779 F.265 определили митохондриальную гаплогруппу H2a2a и Y-хромосомную гаплогруппу C1a2, у образца 5357 F.576 (7035—6680 лет до н. э.) определили митохондриальную гаплогруппу N1a1a1 и Y-хромосомную гаплогруппу C1a2. Также определили митохондриальные гаплогруппы K1a (n=3), K1a4, K1a4b, K1a17, K1b1, T2, T2c1, T2e.

## Музей
Место открыто для посещения туристов, можно увидеть копии находок в небольшом музейном пространстве, построенном рядом с холмом. Присутствует информация на английском и турецком языках. Можно осмотреть реконструкции домов и посетить место раскопок. Большинство оригинальных предметов из места раскопок находятся в Музее анатолийских цивилизаций в Анкаре.
Место не столь популярно, как, например, музей Мевляна в Конья, однако интерес к Чатал-Хююку растёт, каждый год его посещают около 13 тыс. человек Чатал-Хююк в течение нескольких лет был в предварительном списке Турции в список Всемирного наследия ЮНЕСКО и был принят в 2012 году.

### Галерея
- Артефакты Чатал-Хююка
- Керамика
- Сосуды
- Статуэтки богов и богинь
- Фреска с изображениями быков, оленей и людей
- Фрагменты ткани — древнейшей из обнаруженных
- Рельеф с изображениями двух леопардов